# Toy Story That Time Forgot
Toy Story That Time Forgot is een Amerikaanse korte film, geschreven en geregisseerd door Steve Purcell. Hij duurt bijna 22 minuten inclusief aftiteling. De korte film verscheen voor het eerst op 2 december 2014 op de televisiezender ABC en is dus ook een televisiefilm. Het werd genomineerd voor zeven Annie Awards waarvan het er geen enkele won. Het is tevens de enige kerstspecial in de Toy Story-franchise. Het verhaal speelt zich af na de gebeurtenissen in Toy Story 3. Het speelgoed van Andy woont nu bij het meisje Bonnie.

## Verhaal
Trixie, het triceratopsspeelgoedje, is een paar dagen na Kerstmis bedroefd omdat Bonnie nooit meer haar speelt in de rol van een dinosaurus. Plots gaat Bonnie spelen bij een vriend genaamd Mason en ze neemt Trixie, Woody, Buzz Lightyear, Rex en Angel Kitty mee naar zijn huis. Wanneer ze daar aankomen, gaan Mason en Bonnie eerst een computerspel spelen. Bonnie gooit dus vervolgens haar speelgoed in de kamer van Mason's speelgoed.
Bonnie gaat vaker spelen bij Mason en het speelgoed kent elkaar. Wanneer ze de kamer bekijken, ziet het speelgoed hun vrienden niet. Trixie ziet een doos met nieuw speelgoed genaamd Battlesaurs dat Mason kreeg met Kerstmis. Vervolgens verkent het speelgoed de rest van de kamer. Ze komen terecht in een landschap vol Battlesaurs-gebouwen waar ze omsingeld worden door de Battlesaurs. Dit zijn dinosauriërs, maar tegelijkertijd ook gladiatoren. Ze worden geleid door hun militaire leider Reptillus Maximus en hun spirituele leider The Cleric. Rex en Trixie worden verwelkomd als nieuwe dinosauriërs en krijgen van Reptillus Maximus een harnas. Ondertussen laat The Cleric Buzz en Woody gevangennemen zonder dat Trixie en Rex ervan op de hoogte zijn. Trixie en Reptillus Maximus flirten voortdurend met elkaar. Daarna gaan ze naar de arena, hier ziet Trixie verbijsterend aan dat Reptillus Mason's andere speelgoed sloopt. Hierna komen Buzz en Woody in de arena die onthullen dat de Battlesaurs niet weten dat ze speelgoed zijn zoals Buzz in de eerste Toy Story. Buzz en Woody worden vervolgens gevangengenomen door een monster.
Trixie loopt daarna naar Bonnie terwijl Reptillus Maximus haar achtervolgt en hij tot de ontdekking komt dat hij speelgoed is. Ondertussen onthult The Cleric aan Woody en Buzz dat hij als enige Battlesaur weet dat hij speelgoed is. The Cleric is blij dat Mason computerspellen speelt zodat hij kan heersen over het speelgoed. Daarna veroordeelt The Cleric Woody en Buzz tot de dood en hij bedient Rex zijn harnas met een afstandbediening waardoor hij zich niet kan verzetten. Trixie wil ondertussen het computerspel afzetten, maar Reptillus Maximus houdt haar tegen. Trixie overtuigt hem vervolgens dat speelgoed zijn veel meer betekent dan gewoon een dinosaurus te zijn. Dus Reptillus Maximus zet de stroom af. Mason en Bonnie vinden Reptillus Maximus wanneer ze naar het snoer kijken en besluiten om met het speelgoed te gaan spelen waardoor ze net op tijd Woody en Buzz redden. De Battlesaurs vonden het spelen geweldig, maar dan gaan Bonnie en haar speelgoed terug naar huis. Trixie is eindelijk tevreden met haar rol die Bonnie voor haar kiest.
Tijdens de aftiteling zien we het speelgoed van Mason slapen, maar Reptillus Maximus staart verliefd naar buiten terwijl hij denkt aan de volgende keer dat Trixie komt.

## Rolverdeling

### Originele rolverdeling
- Kristen Schaal als Trixie
- Tom Hanks als Woody
- Tim Allen als Buzz Lightyear
- Kevin McKidd als Reptillus Maximus
- Steve Purcell als The Cleric
- Joan Cusack als Jessie
- Timothy Dalton als Mr. Pricklepants
- Wallace Shawn als Rex
- Don Rickles als Mr. Potato Head
- Lori Alan as Bonnie's moeder
- Emily Hahn als Bonnie
- Jonathan Kydd als Ray-gon
- R.C. Cope als Mason
- Emma Hudak als Angel Kitty
- Ron Bottitta als Mason's vader

### Nederlandse rolverdeling
- Melise de Winter als Trixie
- Huub Dikstaal als Woody
- Jan Elbertse als Buzz Lightyear
- Roberto de Groot als Reptillus Maximus
- Roel Fooij als De Heerser
- Angelique de Bruijne als Jessie
- Paul Disbergen als Mr. Pricklepants
- Arjan Ederveen als Rex
- Ronald Van Rillaer als Mr. Potato Head
- Beatrijs Sluijter as Bonnie's moeder
- Elaine Hakkaart als Bonnie
- Fred Meijer als Ray-gon
- Sem Ragas als Mason
- Sanne van Oostveen als Angel Kitty
- Thijs van Aken als Mason's vader

## Achtergrond

### Productie
De korte film was oorspronkelijk gepland om maar 6 minuten te duren, maar John Lasseter vond het idee leuk en besloot er een kerstspecial van te maken. Dat werd deze korte film van 22 minuten die op 2 december 2014 op de televisiezender ABC verscheen.

### Homemedia
Op 3 november 2015 verscheen de korte film op dvd en blu-ray. Daarop verscheen ook een intro van de fictieve televisieserie Battlesaurs waarop het nieuwe speelgoed in deze korte film zogezegd gebaseerd is. Deze intro werd geproduceerd door het Japanse Studio Trigger.

## Prijzen en nominaties
| Jaar | Prijs        | Categorie                                                                             | Uitslag     |
| ---- | ------------ | ------------------------------------------------------------------------------------- | ----------- |
| 2015 | Annie Awards | Best Animated Special Production                                                      | Genomineerd |
| 2015 | Annie Awards | Outstanding Achievement in Character Animation in an Animated TV/Broadcast Production | Genomineerd |
| 2015 | Annie Awards | Outstanding Achievement in Character Animation in an Animated TV/Broadcast Production | Genomineerd |
| 2015 | Annie Awards | Outstanding Achievement in Character Animation in an Animated TV/Broadcast Production | Genomineerd |
| 2015 | Annie Awards | Outstanding Achievement in Editorial in an Animated TV/Broadcast Production           | Genomineerd |
| 2015 | Annie Awards | Outstanding Achievement in Writing in an Animated TV/Broadcast Production             | Genomineerd |
| 2015 | Annie Awards | Outstanding Achievement in Storyboarding in an Animated TV/Broadcast Production       | Genomineerd |
| 2016 | PGA Award    | Outstanding Children's Program                                                        | Genomineerd |